# Slippin' Jimmy
Better Call Saul Presents: Slippin' Jimmy, o simplemente Slippin' Jimmy, es una serie animada estadounidense de formato corto y un spin-off de Better Call Saul (que a su vez es un spin-off de Breaking Bad). La serie sigue las desventuras del joven Jimmy McGill en Cicero, Illinois con su mejor amigo Marco Pasternak. El lanzamiento del programa en AMC+ coincidió con el del episodio final de la primera mitad de la sexta temporada de Better Call Saul.

## Producción

### Desarrollo
Variety lanzó un comunicado en marzo de 2021 informando que AMC estaba desarrollando una serie derivada animada de Better Call Saul, titulada «Slippin' Jimmy». La serie, sería una precuela basada en la infancia de Jimmy y Chuck en Cicero, Illinois, fue escrita por Ariel Levine y Kathleen Williams-Foshee, quienes ya habían anteriormente trabajado en la serie web de acción en vivo asociada. Los actores de voz incluyen a Chi McBride, Laraine Newman y Sean Giambrone como Jimmy.
Posteriormente, el 10 de febrero de 2022 se reveló que Sippin' Jimmy sería una serie corta que se estrenaría junto con la próxima temporada de la corta serie de Ethics Training with Kim Wexler protagonizadas por Rhea Seehorn. La serie sigue un estilo similar al de los dibujos animados clásicos de la década de 1970, siendo cada episodio una referencia a un género cinematográfico específico, desde Spaghetti Westerns y Buster Keaton hasta El exorcista. La serie fue producida por los mismos animadores de Rick y Morty, Starburns; y fue escrita por Levine y Williams-Foshee.

### Lanzamiento
El primer teaser fue publicado el 10 de febrero de 2022, cuando se presentó oficialmente la serie. Se anunció una fecha de lanzamiento que coincidiría con la de la segunda parte de la sexta temporada de Better Call Saul. Los seis episodios de Slippin' Jimy fueron lanzados el 23 de mayo de 2022 en AMC+ para coincidir con el lanzamiento del capítulo Plan and Execution de Better Call Saul.

## Actores de voz

### Protagonistas
- Sean Giambrone como Jimmy McGill.
- Kyle S. More como Marco Pasternak.
- Will Vought como Trent Titweiler.

### Personajes secundarios
- Beth Grant como la Sra. Retch y la Sra. Brockfrater.
- Jasmine Gatewood como Bobbi y Sue.
- Chi McBride como el padre Karras.
- Gideon Adlon como Dawn Marie.
- Gary Anthony Williams como demonio.
- Laraine Newman como la hermana Beth.
- Carlos Alazraqui como trabajador de la tienda Cheech & Comic.
- Brian Sommer como presentador de radio y taxista.
- Zac Palladino como la madre de Trent.
- David Herman (voces adicionales).

## Episodios
| N.º                                                                                     | Título                 | Dirigido por  | Escrito por                             | Fecha de emisión original |
| --------------------------------------------------------------------------------------- | ---------------------- | ------------- | --------------------------------------- | ------------------------- |
| 1                                                                                       | «Fistful of Snowballs» | Zac Palladino | Ariel Levine y Kathleen Williams-Foshee | 23 de mayo de 2022        |
| Jimmy derrota a Trent en una guerra de bolas de nieve para rescatar a Marco.            |                        |               |                                         |                           |
| 2                                                                                       | «The Exor-sister»      | Zac Palladino | Ariel Levine y Kathleen Williams-Foshee | 23 de mayo de 2022        |
| Jimmy y Marco expulsan el demonio que poseía a la hermana Beth.                         |                        |               |                                         |                           |
| 3                                                                                       | «After Bedtime»        | Zac Palladino | Ariel Levine y Kathleen Williams-Foshee | 23 de mayo de 2022        |
| Jimmy y Marco tratan de llegar a la tienda de revistas antes de que sea cerrada.        |                        |               |                                         |                           |
| 4                                                                                       | «City Flights»         | Zac Palladino | Ariel Levine y Kathleen Williams-Foshee | 23 de mayo de 2022        |
| Jimmy recorre la ciudad para poder comprarle un regalo a su hermano Chuck.              |                        |               |                                         |                           |
| 5                                                                                       | «Speed Date»           | Zac Palladino | Ariel Levine y Kathleen Williams-Foshee | 23 de mayo de 2022        |
| Jimmy intenta llegar al asiento de una niña en el autobús para ofrecerle ir a una cita. |                        |               |                                         |                           |
| 6                                                                                       | «Cool Hand Jimmy»      | Zac Palladino | Ariel Levine y Kathleen Williams-Foshee | 23 de mayo de 2022        |
| Jimmy y Marco se conocen por primera vez en un campamento cristiano.                    |                        |               |                                         |                           |

## Recepción
Alex Ashbrook de Comic Book Resources mencionó que la serie está «crudamente dibujada y parece haber sido elaborada apresuradamente en comparación con lo bellamente diseñadas que fueron sus predecesoras. A pesar de que Peter Gould aparece como director ejecutivo, sus habilidades no se encuentran por ninguna parte». Mark Donaldson de Screen Rant criticó el concepto, alegando que «el spin-off animado se vende como una exclusiva digital, pero esta carrera para proporcionar contenido vendible al público socava la narración, (...) el equipo detrás de Breaking Bad y Better Call Saul ha demostrado que son narradores inteligentes que respetan los viajes de sus personajes por encima de los ingresos baratos. Es esta integridad hace que Slippin' Jimmy se sienta como un paso en falso».